# متعب بن عبد العزيز بن متعب الرشيد
الأمير متعب بن عبدالعزيز بن متعب ال رشيد  (اسمه الكامل: متعب بن عبدالعزيز بن متعب ال رشيد )
سابع حكام إمارة جبل شمر في حائل. (فترة حكمه: أبريل 1906 - ديسمبر 1906).
بعد مقتل والده عبدالعزيز بن متعب ال رشيد في معركة روضة مهنا عام 1906 تولى متعب الحكم، باتفاق أهل حائل وقادة الجيش الذين كانوا مع أبيه. غير أن أبناء حمود العبد العزيز ال رشيد : سلطان وسعود وفيصل، (والذين هم في الوقت نفسه أخوال متعب)، قاموا بقتل الأمير متعب في 27 ديسمبر 1906 أي بعد توليه الحكم بثمانية أشهر. وقتلوا معه أخواه مشعل ومحمد بعد أن دعوهم إلى رحلة صيد وقتلوهم هناك، أما الأخ الصغير للمقتولين (سعود) فقد فر به أخواله السبهان إلى المدينة المنورة وعمره عشر سنوات.
من أهم القرارات التي أتخذها الامير متعب أثناء فترة حكمه القصيرة، عقد اتفاقية مع عبد العزيز آل سعود تم فيها ترسيم الحدود بين الإمارتين، وبالتالي إيقاف الحروب بينهما.

## اغتياله
في 29 كانون الأول (ديسمبر) 1906 قتل أمير حائل الجديد متعب الرشيد، (الذي حكم أقل من عام)، مع ثلاثة من إخوانه على أيدي سلطان وسعود وفيصل أبناء حمود الرشيد. ولم يتخلص من الموت إلا الصبي شقيق الأمير متعب الأصغر، الذي أنقذه خاله من آل سبهان، وأرسله إلى المدينة المنورة التي كانت تحت السيطرة العثمانية. وصارت المعونات التي يقدمها الباب العالي إلى أمراء آل الرشيد تصل إلى المدينة مباشرة، وكان ذلك دليلا على موقف العثمانيين السلبي من مغتصبي السلطة في حائل.